# La doble mentira
La doble mentira è un lungometraggio argentino del 1956 diretto da Juan Sires.